# 布魯克冰川
78°42′S 85°09′W / 78.700°S 85.150°W

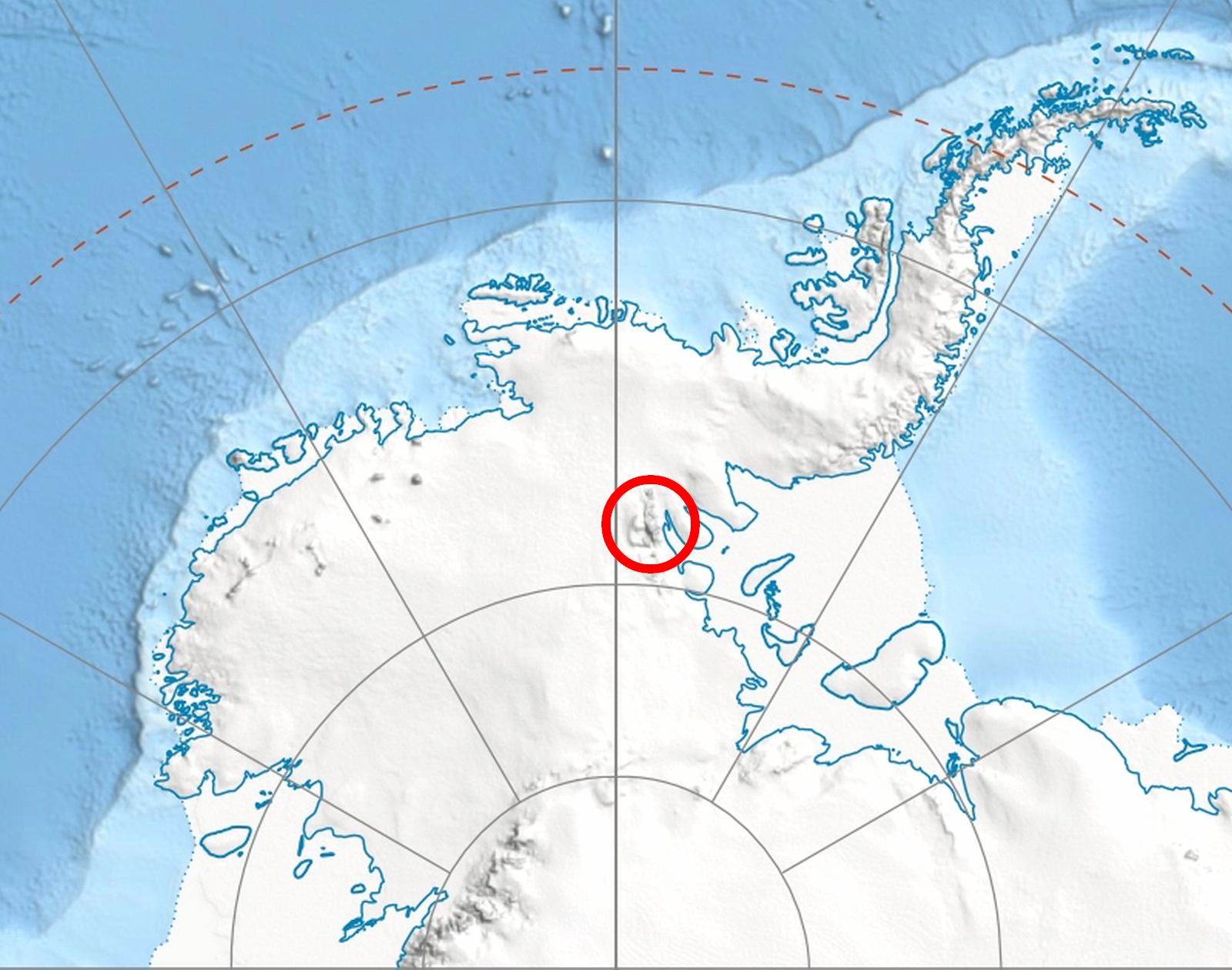

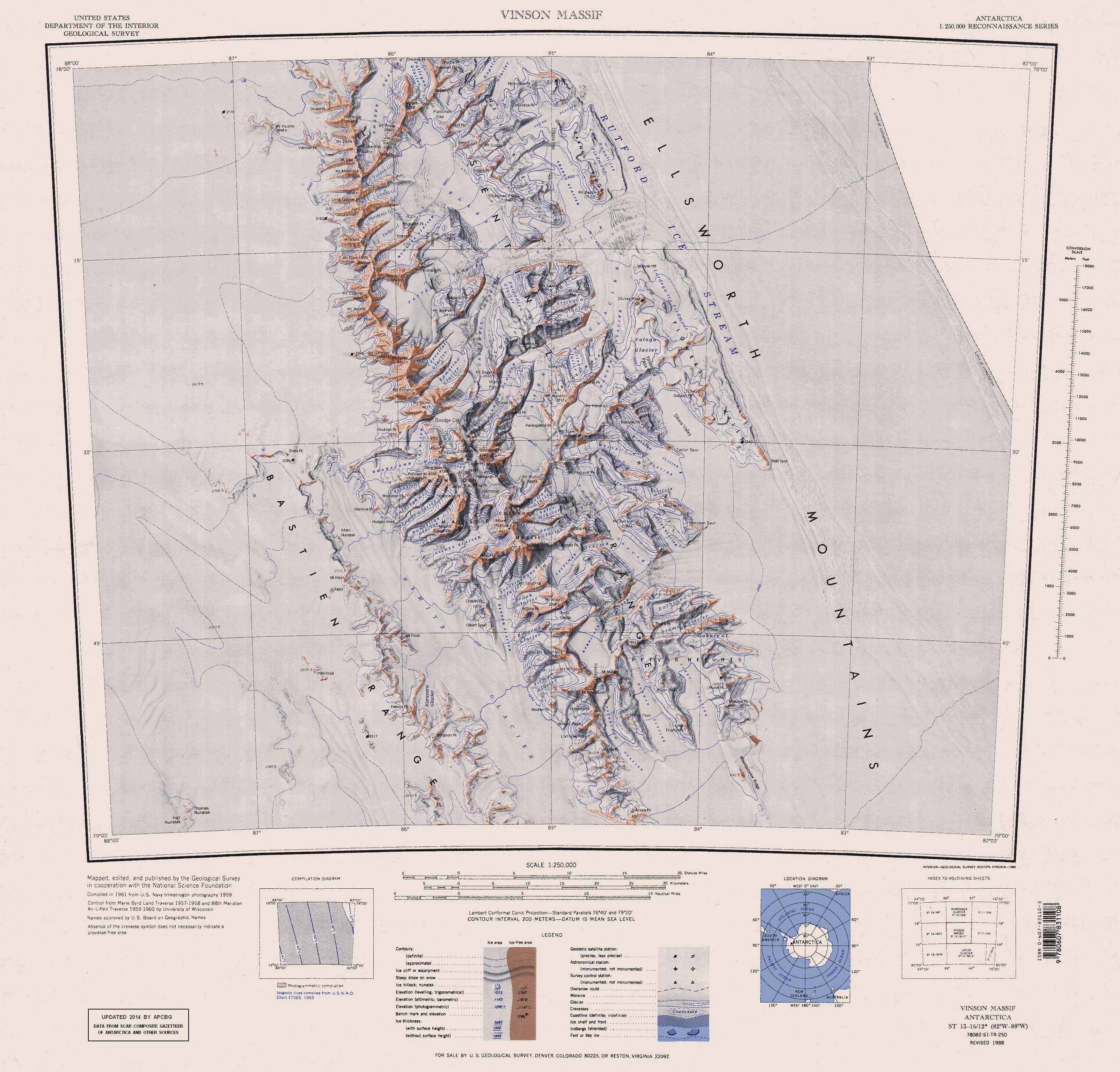

布魯克冰川是南極洲的冰川，位於埃爾斯沃思地的埃爾斯沃思山脈地區，流經斯翠賓山、艾倫山和克魯沙峰，以俄勒岡州立大學的地球科學教授命名。

## 外部連結
- SCAR Composite Antarctic Gazetteer（页面存档备份，存于）.